# 平均台

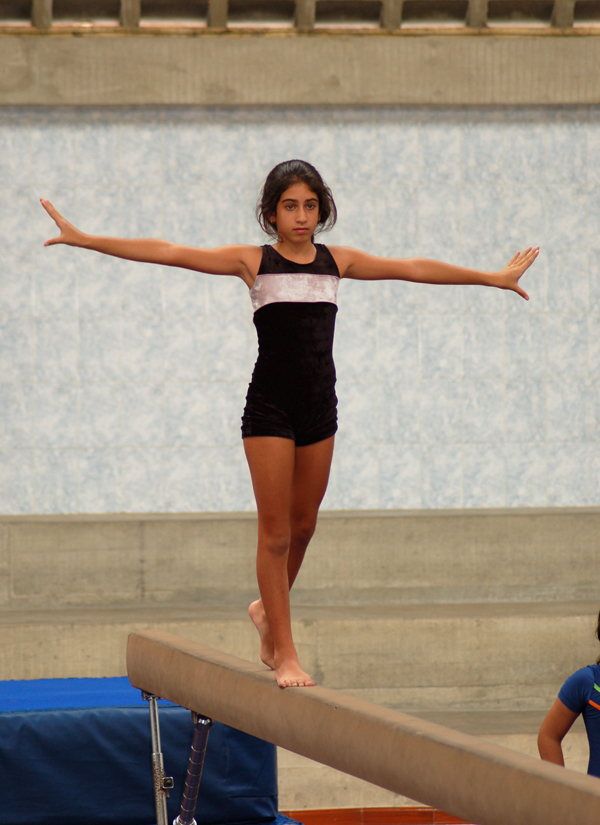
平均台

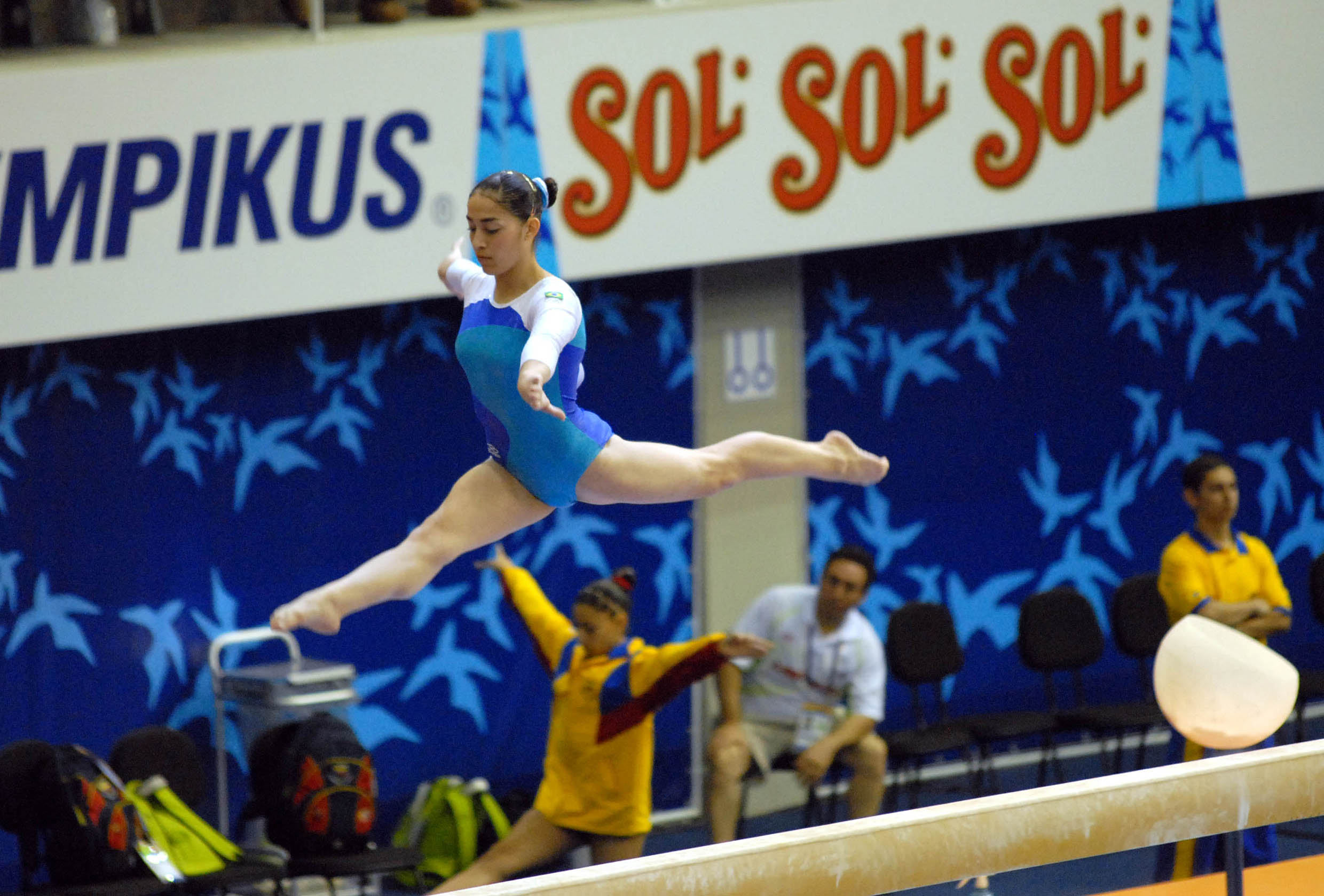
平均台競技

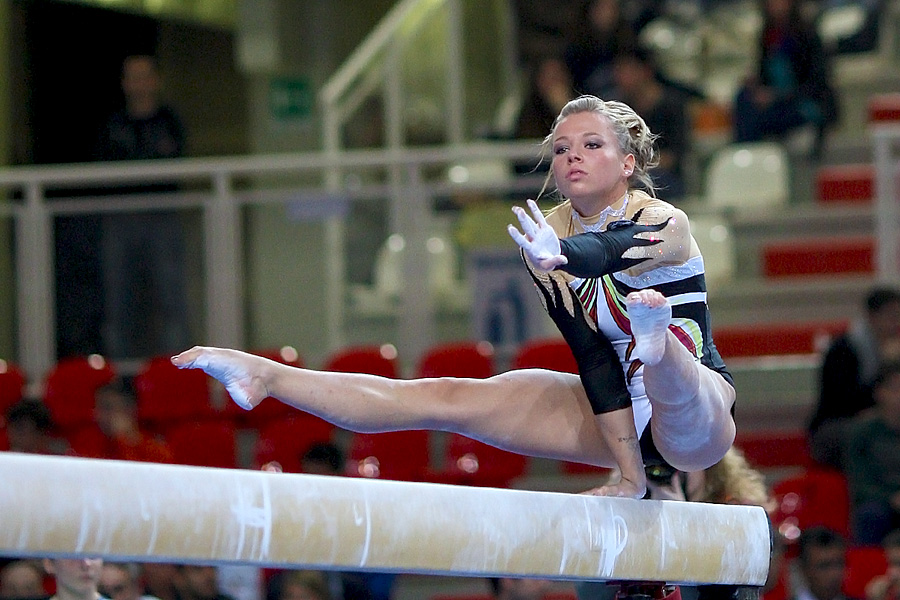
Dorina Böczögő, 2012.

平均台（へいきんだい）は、体操器具の一種であり、それを使った体操競技種目の名称。また、平均運動を行うための遊具の一種でもある。

## 体操競技
幅10cm程の長い梁状のものを1つの側面が水平になるように支柱または台座で固定した器具であり、演者はこの水平面上で演技を行う。
体操競技の中で段違い平行棒とともに女子のみで行われる種目である。平均台種目は幅10cm、長さ5m、高さ1.25mの平均台を使って実施される競技で、演技時間は1分10秒から1分30秒までと定められている。演技では歩行、跳躍、バランス運動、踊りなどをリズム良く演じることが求められる。

## 学校教育
日本の学校において、体育の授業で主に平衡感覚を養う目的で平均台を用いた種目の実習を行うことがある。この際に使用される平均台は、体操競技の平均台ほど高くはなく、もっぱら端から端まで歩いて渡りきることに着眼点がある。また、小学校などの運動会では、障害物競走の1つの障害として、平均台の上を渡ることがある。

## 遊具
遊具の平均台は平均運動を行うために設置されるもので平衡感覚を養うことができるとされる。直線だけでなくジクザグ式あるいは渡り廊下式に設置されることもある。飛び石のように連続しておらず飛び移りながら平衡感覚を養う根株式平均台（根株式遊戯場）もある。